# Unternehmen Juno

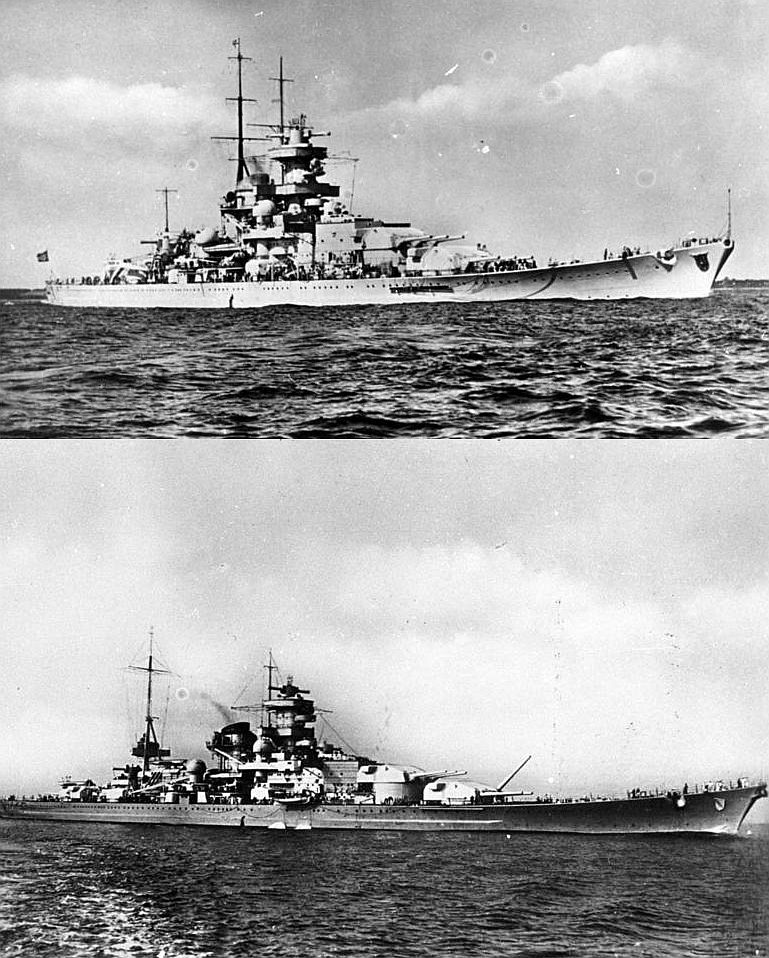
Die Schlachtschiffe Gneisenau und Scharnhorst …

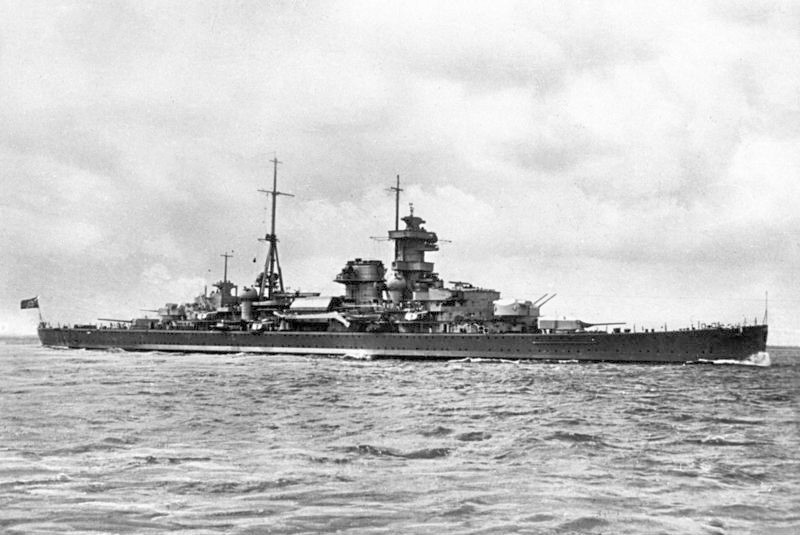
… und die Admiral Hipper

Das Unternehmen Juno war der Deckname einer deutschen Militäroperation der Kriegsmarine während der Besetzung Norwegens im Zweiten Weltkrieg. Dazu sollten die Schlachtschiffe Gneisenau und Scharnhorst, der Schwere Kreuzer Admiral Hipper und vier Zerstörer im Nordmeer entlang der norwegischen Küste bis Harstad/Narvik patrouillieren, um alliierte Rückzugsgeleite abzufangen und anzugreifen.

## Verlauf
Der deutsche Verband, bestehend aus den Schlachtschiffen Gneisenau und Scharnhorst, dem Schweren Kreuzer Admiral Hipper und den Zerstörern Z 20 Karl Galster, Z 10 Hans Lody, Z 15 Erich Steinbrinck und Z 7 Hermann Schoemann lief am 4. Juni 1940 aus Kiel (Lage) aus. Die Gneisenau führte Kapitän zur See Netzbandt, während auf der Scharnhorst Kapitän zur See Kurt Caesar Hoffmann und auf der Admiral Hipper Kapitän zur See Heye die Verantwortung trugen. Die gesamte Operation leitete Admiral Wilhelm Marschall, der sich auf der Gneisenau eingeschifft hatte. Nach Weisung der Seekriegsleitung lag sein Hauptauftrag in der Erreichung des Seegebiets der norwegischen Küste bei Harstad (Lage) und Narvik (Lage), um die Evakuierungstransporte der alliierten Truppen zu stören und möglichst Truppentransporter zu versenken. Der Rückzug der Alliierten aus Narvik hatte bereits ab dem 24. Mai 1940 begonnen und hing mit dem ungünstig verlaufenden Westfeldzug zusammen. Ein nachgeordneter Auftrag war die Sicherung des Nachschubs für das Heer.
Das Geleit lief zunächst durch den Großen Belt (Lage) und weiter zum Skagerrak (Lage). Zur Unterstützung bis dorthin begleiteten es die Torpedoboote Jaguar und Falke, der Sperrbrecher 4, der Tender Hai und einige Räumboote. Am Abend des 6. Juni betankte der  Flottentanker Dithmarschen südöstlich von Jan Mayen die Admiral Hipper und die vier Zerstörer.
Zur Versorgung des Geleits machten sich am 4. Juni von Wilhelmshaven (Lage) die Versorgungsschiffe Palime, Huascaran, Alstertor und Samland, gesichert durch Minensucher der 2. M-Flottille, auf den Weg. Diese sollten durch die Nordsee direkt nach Trondheim (Lage) laufen. Aber schon einen Tag später geriet das Versorgungsgeleit in ein britisches Minenfeld und verlor das Minensuchboot M 11 und die Palime.
Am Abend des 7. Juni fand eine Kommandantenbesprechung auf der Gneisenau statt, um den Vorstoß auf Harstad zu besprechen. Allerdings hatten Aufklärungsmeldungen ergeben, dass sich eine größere Gruppe alliierter Schiffe auf See befand, während in Harstad lediglich ein Kanonenboot gesichtet wurde. Marschall entschied sich daraufhin, den Vorstoß auf Harstad vorläufig zurückzustellen und in Richtung der alliierten Schiffe zu operieren. Zwischendurch funkte ihn das vorgesetzte Marinegruppenkommando West dreimal an und wies ihn auf seine eigentliche Hauptaufgabe hin.
Am nächsten Tag sichteten sie vormittags den britischen Truppentransporter Orama, der bis auf seine 299-köpfige Besatzung keine Soldaten an Bord hatte. Die Admiral Hipper beschoss und versenkte sie, so dass 19 Besatzungsangehörige ums Leben kamen. Anschließend versenkte sie mit ihrer Artillerie den britischen Marinetanker Oil Pioneer, der 20 von 45 Crewmitgliedern mit in die Tiefe nahm, und den Trawler Juniper, der 36 Seeleute verlor. Anschließend entließ Marschall gegen 13 Uhr die Admiral Hipper und die vier Zerstörer, um nach Trondheim zu laufen, um dort die Sicherung des Heeresnachschubs zu gewährleisten. Anschließend setzte er die Fahrt mit den beiden Schlachtschiffen in Richtung Harstad fort.

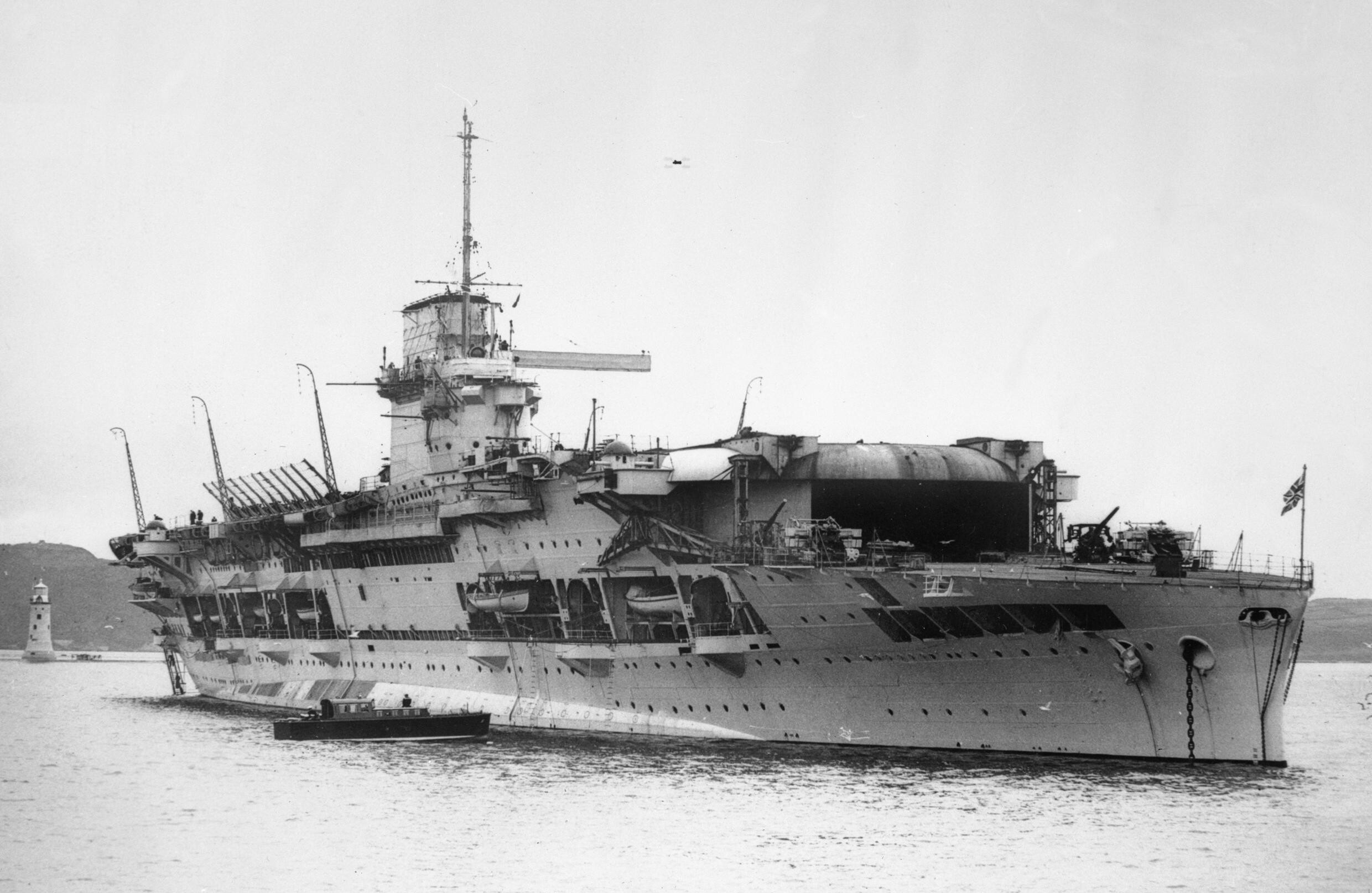
Flugzeugträger Glorious

Dabei sichteten die Gneisenau und die Scharnhorst gegen 16:45 Uhr den britischen Flugzeugträger Glorious, begleitet durch die Zerstörer Ardent und Acasta. Da der Träger Glorious seine eigenen Flugzeuge nicht in der Luft hatte, weil das Flugdeck mit transportierten landgestützten Flugzeugen zugeparkt war, wurde er durch die beiden deutschen Schlachtschiffe überrascht, als diese gegen 17:28 das Feuer eröffneten. Bis 20 Uhr war der Träger, nach schweren Treffern und Bränden an Bord, gesunken. Dabei fanden  1207 Seeleute den Tod. Die beiden Zerstörer, die noch durch Zickzackkurse und Vernebelung des Flugzeugträgers das Schlimmste zu verhindern suchten, sanken nach Artillerietreffer ebenfalls. Die Acasta traf noch mit einem Torpedo die Scharnhorst, die durch das Leck 2500 t Wasser aufnahm. Dadurch wurde ihre Geschwindigkeit herabgesetzt und der achtere Geschützturm fiel aus.
Am 9. Juni liefen von der Home Fleet in Scapa Flow (Lage) das Schlachtschiff Rodney und der Schlachtkreuzer Renown aus, um die deutschen Schlachtschiffe anzugreifen. Diese liefen aber Trondheim an, wo sie am 9. Juni gegen 16 Uhr eintrafen, um die beschädigte Scharnhorst notdürftig zu reparieren. Am 10. Juni gegen 9 Uhr stach Marschall mit der Gneisenau, der Admiral Hipper und den vier Zerstörern wieder in See, um gemeldete alliierte Geleite aufzuspüren. Allerdings standen zwei gemeldete alliierte Geleite bereits 400 Seemeilen westlich von Trondheim, so dass keine Chance mehr bestand, diese zu erreichen. Daraufhin kehrte Marschall am 11. Juni gegen 12 Uhr wieder nach Trondheim zurück.
Daraufhin erhob die Seekriegsleitung schwere Vorwürfe gegen Marschall wegen seiner Führung, da er die Hauptaufgabe des Vorstoßes völlig aus den Augen verloren hatte. Dieser meldete sich daraufhin am 13. Juni krank und wurde durch Vizeadmiral Lütjens ersetzt.
Als Lütjens am 20. Juni gegen 16 Uhr mit der Gneisenau und der Admiral Hipper aus Trondheim ausliefen, torpedierte ein britisches U-Boot die Gneisenau, die am Bug getroffen wurde. Daraufhin wurde das Unternehmen abgebrochen.

## Versenkte Schiffe

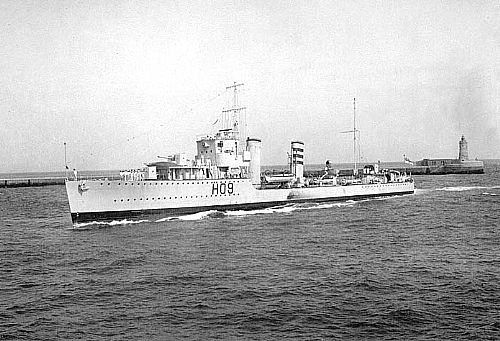
Zerstörer Acasta

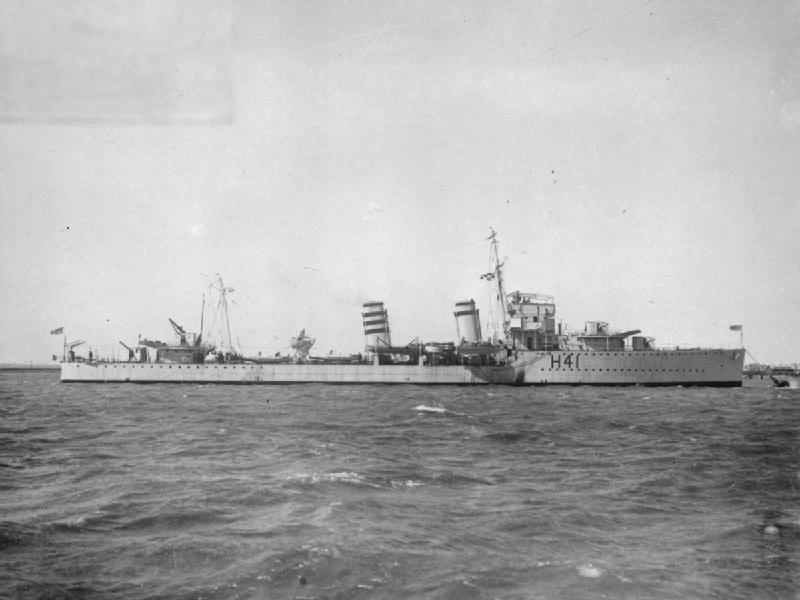
Zerstörer Ardent

| Name        | Flagge                 | Vermessung in t oder BRT | Verbleib                                                                    | Verluste  |
| ----------- | ---------------------- | ------------------------ | --------------------------------------------------------------------------- | --------- |
| Acasta      | Vereinigtes Königreich | 1.370 t                  | am 8. Juni von der Gneisenau und Scharnhorst beschossen und versenkt (Lage) | 193 Tote  |
| Ardent      | Vereinigtes Königreich | 1.370 t                  | am 8. Juni von der Gneisenau und Scharnhorst beschossen und versenkt (Lage) | 137 Tote  |
| Glorious    | Vereinigtes Königreich | 19.488 t                 | am 8. Juni von der Gneisenau und Scharnhorst beschossen und versenkt (Lage) | 1207 Tote |
| Juniper     | Vereinigtes Königreich | 554 t                    | am 8. Juni von der Admiral Hipper beschossen und versenkt (Lage)            | 36 Tote   |
| Oil Pioneer | Vereinigtes Königreich | 5.666 BRT                | am 8. Juni von der Admiral Hipper beschossen und versenkt (Lage)            | 20 Tote   |
| Orama       | Vereinigtes Königreich | 19.840 BRT               | am 8. Juni von der Admiral Hipper beschossen und versenkt (Lage)            | 19 Tote   |